# جان بین (بازیکن فوتبال، زاده ۱۸۵۴)
جان بین (انگلیسی: John Bain; ۱۵ ژوئیهٔ ۱۸۵۴ – ۷ اوت ۱۹۲۹) بازیکن فوتبال اهل بریتانیا بود.
از باشگاه‌هایی که در آن بازی کرده‌است می‌توان به اشاره کرد.